# Астрюк, Александр
Александр Астрюк (фр. Alexandre Astruc, 1923—2016) — французский актёр, кинорежиссёр, сценарист и теоретик кино.

## Биография
Родился в Париже, готовился к поступлению в Политехнический институт, но увлекся искусством и литературой и в итоге получил образование юриста и филолога. Работал журналистом, кинокритиком, ассистентом режиссёра, написал несколько эссе, романов, киносценариев и статей по теории кино. Был другом писателя Бориса Виана и частым гостем на собраниях французских экзистенциалистов в парижском квартале Quartier Saint-Germain-des-Prés.
Астрюк приобрёл широкую известность после публикации в 1948 году в журнале L'Écran français своего программного текста «Рождение нового авангарда: камера-перо», в котором призывал к освобождению режиссуры от канонов повествовательного изображения жизни во имя свободы и гибкости самовыражения (по аналогии с индивидуальным стилем писателя): «Выражение мысли — основная проблема кинематографа». Астрюк делает вывод, что камера является аналогом пера, а режиссёр — литератора: «Постановка не является более средством для иллюстрации или подачи действия, она — самое настоящее письмо. Автор пишет камерой так, как писатель пишет авторучкой». Среди писателей, на которых следует ориентироваться молодым кинематографистам, Астрюк ссылается на тех, кто плодотворно работал с техникой потока сознания (Уильям Фолкнер, Андре Мальро, Жан-Поль Сартр и Альбер Камю). Таким образом, понимание Астрюком кино как аналога литературы обнаруживает тесную связь со своим временем и с теми литературными образцами, которые были актуальны во Франции 1940-х годов. Фильм в его понимании должен являться «продолжением» его создателя—кинорежиссёра: «Можно ли представить себе роман Фолкнера, написанный кем-либо, кроме Фолкнера? И удовлетворял бы нас „Гражданин Кейн“ в любой другой форме, нежели та, которую ему дал Орсон Уэллс?».
Астрюк также участвовал в создании киноклуба «Объектив-49», возглавляемом Жаном Кокто.
После этого Астрюк снял несколько экспериментальных короткометражных лент — «Туда и обратно» (1948), «Улисс, или дурные встречи» (1949), а в 1953 году дебютировал в большом кино картиной «Багряный занавес», которая была удостоена приза Каннского кинофестиваля, а также приза имени Луи Деллюка. Астрюк снял ещё ряд полнометражных фильмов, но после провала в прокате его фильма «Пламя  над Адриатикой» (1968, совместно с СФРЮ), вернулся к журналистике и литературе, затем снимал телевизионные ленты.
В 1994 году Французская академия присудила Астрюку премию Рене Клера за вклад в кинематограф.

## Фильмография

### Актёр
- 1949 Свидание в июле/Rendez-vous de juillet (Франция) :: эпизод (нет в титрах)
- 1957 Карманная любовь/Amour de poche, Un (Франция)
- 1974 Убитая девушка/La Jeune fille assassinée (Франция, Италия, ФРГ)

### Режиссёр
- 1948 Туда и обратно/ Aller et retour (Франция)
- 1949 Улисс и дурные встречи/Ulysse ou les Mauvaises Rencontres (Франция)
- 1953 Багряный занавес/Le Rideau cramoisi (Франция)
- 1955 Неприятные встречи/Mauvaises rencontres (Франция)
- 1958 Жизнь/Une vie (Италия, Франция)
- 1961 Добыча для тени/ La proie pour l’ombre (Франция)
- 1961 Сентиментальное воспитание/Lessons in Love (Франция)
- 1962 Воспитание чувств/L' Education sentimentale (Италия, Франция)
- 1964 Колодец и маятник/Puits et le pendule (Франция, короткометражный)
- 1966 Долгий марш/Longue marche (Франция)
- 1968 Пламя над Адриатикой/Flammes sur l’Adriatique (Франция, Югославия)
- 1980 Падение дома Ашеров/La chute de la maison Usher (Франция)

### Сценарист
- 1948 Жан с Луны/Jean de la Lune (Франция)
- 1952 Почтительная проститутка/Respectful Prostitute (Франция)
- 1954 Виконт де Бражелон/Visconte di Bragelonne (Франция)
- 1955 Неприятные встречи/Mauvaises rencontres (Франция)
- 1958 Жизнь/Une vie (Италия, Франция)
- 1961 Добыча для тени/La proie pour l’ombre (Франция)
- 1962 Воспитание чувств/L’Education sentimentale (Италия, Франция)
- 1964 Колодец и маятник/Puits et le pendule, Le (Франция, короткометражный)
- 1966 Долгий марш/Longue marche, La (Франция)
- 2001 Сильные души/Savage Souls (Франция, Бельгия)